# Statuia lui Vasile Lucaciu din Satu Mare
Statuia lui Vasile Lucaciu din Satu Mare este un monument istoric aflat pe teritoriul municipiului Satu Mare, în Piața Libertății.
Statuia lui Vasile Lucaciu (dimensiuni: 4,50/1,58/1,90 m) a fost realizată de sculptorul Cornel Medrea și, în anul 1935, a fost turnată în bronz la Uzinele metalurgice „Malaxa” din București.
După ce a fost expusă câteva luni în fața Ateneului Român din București, în iarna anului 1936 a fost adusă la Satu Mare și instalată în Piața Centrală. Dezvelirea statuii a avut loc în 13 decembrie 1936.
În urma Dictatului de la Viena din 1940, autoritățile horthyste au decis că statuia este incompatibilă cu orașul Satu Mare. Aflând de acest lucru, câțiva sătmăreni patrioți au demontat statuia și au trimis-o la Lugoj, unde a stat până în 1942.
În anul 1942 statuia a fost montată în centrul orașului Alba Iulia, unde a stat până în anul 1948, an în care a fost demontată și depusă la Muzeul Unirii din Alba Iulia.
În anul 1958 statuia a fost dusă la București și expusă în curtea Muzeului Memorial “Cornel Medrea”, cel care a realizat statuia.
În ziua de 30 noiembrie 1968 statuia a fost reinstalată în Satu Mare, în vederea sărbătoririi a 50 de ani de la Unirea Transilvaniei cu România. Statuia a fost amplasată în Bulevardul Republicii, azi Bulevardul dr. Vasile Lucaciu. După 1990 a fost mutată înapoi la locul inițial din Piața Libertății, în locul Monumentului Ostașului Sovietic.
În cursul anului 2015 statuia a fost reabilitată din fondurile Primăriei Satu Mare, prin colaborare cu Muzeul Județean. Reabilitarea soclului a constat în înlocuirea plăcilor de marmură deteriorate cu plăci de travertin, un material mai rezistent la intemperii.